# Efemerid
Bandata eller Efemerid, av grekiska (ἐφημέριος ephemerios) "daglig", är tabellerade data, som används för beräkning av positioner för  himlakroppar eller andra rymdfartsrelaterade objekt på himmelssfären som en funktion av tiden. Disciplinerna astronomi och astrologi använder sig av olika typ av efemerider.
Vetenskapliga bandata för astronomiska observationer anger oftast positioner för himlakropparna i rektascension och deklination, eftersom dessa koordinater för det mesta används på stjärnkartor.

## Vetenskapliga bandata i solsystemet
Sådana efemerider täcker typiskt flera århundraden i det förflutna och framåt i tiden. De framtida kan beräknas därför att den celesta mekaniken är en så pass tillförlitlig disciplin. Icke desto mindre finns det sekulära fenomen, vilka inte låter sig enkelt inordnas i efemeridernas möjligheter. De största osäkerheterna kring planeters positioner beror på störningar från otaliga asteroider, av vilkas de flestas såväl massa som bana är illa känd och därmed deras inverkan osäker. 